# Supremus
Supremus (Супремус; 1915-1916) fu un gruppo di artisti russi d'avanguardia guidati dal "padre" del suprematismo, Kazimir Severinovič Malevič.

## Partecipanti
I seguenti artisti facevano parte del gruppo Supremus:
- Aleksandr Archipenko, (formalmente incluso da Malevič)
- Ksenija Boguslavskaja
- Natal'ja Davydova
- Nina Genke-Meller
- Velimir Chlebnikov
- Ivan Kljun
- Aleksej Kručënych
- Kazimir Malevič
- Michail Menkov
- Vera Pestel
- Ljubov' Popova
- Ivan Puni
- Ol'ga Rozanova
- Nikolaj Roslavec
- Nadežda Udal'cova
- Aleksandra Ėkster
- Mstislav Jurkevič
- Roman Jakobson